# 桂正和
桂正和（日语：／ Katsura Masakazu，1962年12月10日—），日本漫畫家，出生於日本福井县，成長於千葉縣，A型血。

## 漫畫生涯

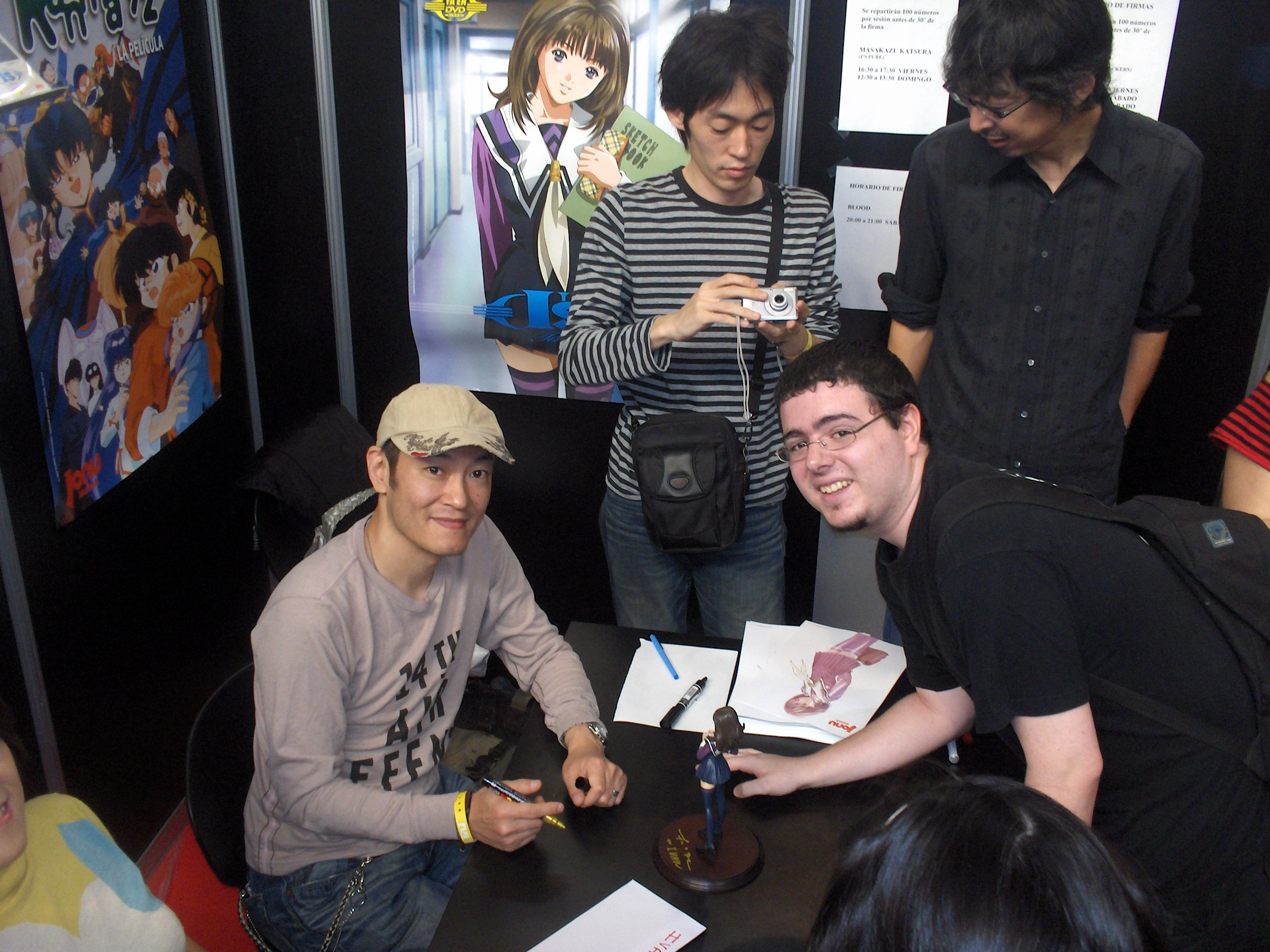
桂正和（執筆者）与他的爱好者

桂正和的漫畫生涯開始於獲得手塚獎。1980年，作品《翼》獲得第19屆手塚獎佳作獎。1981年，作品《轉校生》入圍第21屆手塚獎。獲獎後，他開始發表一些短篇故事。在1983年，他開始在《週刊少年Jump》連載首個長篇漫畫作品《銀翼超人》。隨後，《銀翼超人》被改編成動畫版本，為他贏得了一些名氣。84年將早期作品集結成短篇集《桂正和傑作精選集》並出版。接著在85和86年他又發表了幾部中短篇作品，但不大受歡迎，連載不久就結束了。1989年，他發表了一系列短篇故事，其中包括了一篇《VideoGirl》。接著，他對《VideoGirl》進行了一番修改，發表了《電影少女》。1993年，《DNA²》發表，這部5個單行本的作品，以其科幻氣息和商業氣味引起了不少的關注。1995年，桂正和創作了《蝙蝠俠》風格的《SHADOW LADY》，但是這部作品只有三本單行本。1997年，講述愛情故事的《I"s》開始在《週刊少年Jump》上連載。在《I"s》裡，桂正和摒棄了以往作品的科幻元素，因此沒有奇幻的情節，而完全是對少男少女日常生活的白描作品。

## 其他
- 桂正和是《蝙蝠俠》迷，在他的作品中常可找到《蝙蝠俠》對他的影響。如《電影少女》的洋太看Batman電影、《I"s》中季子做的模型在類似Batman的電影中出現。

- 桂正和是酒井法子的歌迷，他們曾在《電影少女》的原聲大碟中合作過（第一隻碟的第3節－Tomorrow Is Tomorrow、第二隻碟的第6節及第10節－Puddle of the Heart 及 Unseen Dream）。另外，《I"s》中伊織剪了短髮後的造型也有酒井法子的影子。

- 桂正和也十分喜愛Nike鞋，他的作品中很多角色都穿著很新款、也很昂貴的NIKE鞋。

- Studio K2R名稱中的「K2R」，其實是他名字的縮寫（K=ka 2=tsu R=ra）。
- 2011年曾擔任電視動畫TIGER & BUNNY人物設定原案。
- 桂正和異性緣始終平平，這也可能是使他對女性外貌輪廓和浪漫情節能如此詳細鑽研的原因。
- 桂正和在TBS電視劇《99.9_-刑事專門律師-》第7集（飾演食堂顧客）及晨間劇《當家姐姐》第88回（飾演黑市書攤老闆）中客串演出。

## 作品列表

### 漫画作品
|  | 連載作品 |  | 單篇作品 |

|      | 中文標題                   | 原文標題                                   | 類別 | 出版社 | 發表於                                                             | 收錄於                                         | 備註                                                                                |
| ---- | -------------------------- | ------------------------------------------ | ---- | ------ | ------------------------------------------------------------------ | ---------------------------------------------- | ----------------------------------------------------------------------------------- |
| 0    |                            | Ｚ                                         | Ｚ   | Ｚ     | 1980年代                                                           | Ｚ                                             | Ｚ                                                                                  |
| 1    | 小翼                       | つはさ                                     | 單篇 | —      | 未發表於雜誌（1980年執筆）                                         | 《桂正和傑作精選集》                           | 變身英雄題材作品。第19屆手塚獎佳作。繪製於高二結束時。                              |
| 2    | 轉學生是喬裝的？           | てんこうせいはへんそうせい                 | 單篇 | 集英社 | 週刊少年Jump 1981年32号                                            | 《桂正和傑作精選集》                           | 戀愛題材作品。出道作、第21屆手塚獎準入選作。繪製於高三快畢業時。                    |
| 3    | 校園部隊3女超人            | かくえんふたいさんはろかん1                | 單篇 | 集英社 | WJ增刊 少年Jump 1981年8月増刊号                                    | 《桂正和傑作精選集》                           | 變身英雄的戲仿作品。繪製於高中畢業後。                                              |
| 4    | 校園部隊3女超人Ⅱ           | かくえんふたいさんはろかん2                | 單篇 | —      | 未發表於雜誌（1981年執筆）                                         | 《桂正和傑作精選集》                           | 變身英雄的戲仿作品。「校園部隊3女超人」的續集。                                     |
| 5    | 鈴子的夏天！               | なつにすすみ                               | 單篇 | 集英社 | Fresh Jump 1982年2号                                               | 《桂正和傑作精選集》                           | 戀愛題材作品。「鈴子系列」第1作。繪製於專科學校二年級，同時繪製《銀翼超人》的分鏡。 |
| 6    | 鈴子的秋天⋯                | あきにすすみ                               | 單篇 | 集英社 | Fresh Jump 1982年3号                                               | 《桂正和傑作精選集》                           | 戀愛題材作品。「鈴子系列」第2作。繪製於專科學校二年級。                             |
| 7    | 銀翼超人                   | ういんくまん                               | 連載 | 集英社 | 週刊少年Jump 1983年5・6合併号 - 1985年39号                         | 單行本                                         | 變身英雄題材作品。首部連載作品。 獲改編為TV動畫、遊戲。                             |
| 8    | VOGVMAN                    | うおおくまん                               | 單篇 | 集英社 | WJ增刊 少年Jump 1985年Spring Special                               | 《桂正和傑作精選集》                           | 變身英雄題材作品。                                                                  |
| 9    | 超機動員                   | ちようきとういんうあんたあ                 | 連載 | 集英社 | 週刊少年Jump 1985年52号 - 1986年21号                               | 單行本                                         | 變身英雄題材作品。                                                                  |
| 10   | 如微風般的PANTENON         | すすかせのはんてのん                       | 單篇 | 集英社 | WJ增刊 少年Jump 1986年Summer Special                               | 《桂正和傑作精選集》                           | 變身英雄題材作品。                                                                  |
| 11   | KANA                       | KANA                                       | 單篇 | 集英社 | 週刊少年Jump 1986年48号                                            | 《桂正和傑作精選集》                           | 戀愛題材作品。                                                                      |
| 12   | 為你歌唱                   | ふれせんとふろむれもん                     | 連載 | 集英社 | 週刊少年Jump 1987年33号 - 51号                                     | 單行本                                         | 偶像題材作品。                                                                      |
| 13   | 小小的燈光                 | ちいさなあかり                             | 單篇 | 集英社 | WJ增刊 Super Jump 1988年5号                                        | 《桂正和傑作精選集》 《4C》「L-side」          | 戀愛題材作品。全彩。首次於青年誌發表作品。                                          |
| 14   | 異鄉人                     | えとらんせ                                 | 單篇 | 集英社 | WJ增刊 少年Jump 1988年Autumn Special                               | 《桂正和傑作精選集》                           | 戀愛題材作品。原案：                                                                |
| 15   |                            | しんのしん                                 | 單篇 | 集英社 | 週刊少年Jump 1989年31号                                            | 《ZETMAN 桂正和短篇集》                        | 戀愛題材作品（科幻）。                                                              |
| 16   | 錄影帶少女                 | ひておかある                               | 單篇 | 集英社 | WJ增刊 少年Jump 1989年Winter Special                               | 《桂正和傑作精選集》 《電影少女》：第15卷      | 戀愛題材作品（科幻）。                                                              |
| 17   | 電影少女                   | てんえいしようしよ                         | 連載 | 集英社 | 週刊少年Jump 1989年51号 - 1992年31号 WJ増刊 1992年Winter Special   | 單行本                                         | 戀愛題材作品（科幻）。 獲改編為OVA、小說、遊戲、真人電影、廣播劇。                  |
| 17.5 |                            | Ｚ                                         | Ｚ   | Ｚ     | 1990年代                                                           | Ｚ                                             | Ｚ                                                                                  |
| 18   | SHADOW LADY【VJ版】        | SHADOW LADY【VJ版】                        | 連載 | 集英社 | WJ增刊 V JUMP 1992年11月22日号 - 1993年4月4日号 V Jump 1993年7月号 | 《4C》「SHADOW LADY」                          | 變身英雄題材作品。                                                                  |
| 19   |                            | ううまんいんさまん                         | 單篇 | 集英社 | 週刊少年Jump 1993年5・6合併号                                      | 《ZETMAN 桂正和短篇集》                        | 戀愛題材作品（TSF）。                                                               |
| 20   | DNA²～他到底失去了什麼？～ | ていえぬええとこかてなくしたあいつのあいつ | 連載 | 集英社 | 週刊少年Jump 1993年36・37合併号 - 1994年29号                       | 單行本                                         | 變身英雄題材作品。 獲改編為電視動畫。                                               |
| 21   | ZETMAN【單篇版】           | ZETMAN                                     | 單篇 | 集英社 | WJ増刊 少年Jump 1994年Autumn Special                               | 《ZETMAN 桂正和短篇集》                        | 變身英雄題材作品。                                                                  |
| 22   | SHADOW LADY【單篇版】      | SHADOW LADY                                | 單篇 | 集英社 | 週刊少年Jump 1995年3・4合併号                                      | 《ZETMAN 桂正和短篇集》 《SHADOW LADY》：第3卷 | 變身英雄題材作品。                                                                  |
| 23   | SHADOW LADY【WJ版】        | SHADOW LADY                                | 連載 | 集英社 | 週刊少年Jump 1995年31号 - 1996年2号                                | 單行本                                         | 變身英雄題材作品。                                                                  |
| 24   | M 慾望的世界               | えむ                                       | 單篇 | 集英社 | MANGA ALLMAN 1996年4月号                                           | 《4C》「L-side」                               | 戀愛題材作品。首部青年向作品。                                                      |
| 25   | I"s                        | I"s                                        | 連載 | 集英社 | 週刊少年Jump 1997年19号 - 2000年24号                               | 單行本                                         | 戀愛題材作品。獲改編為OVA（2次）、遊戲、小說、真人電視劇。                          |
| 25.5 |                            | Ｚ                                         | Ｚ   | Ｚ     | 2000年代                                                           | Ｚ                                             | Ｚ                                                                                  |
| 26   |                            | とくたあちやんはりい                       | 單篇 | 集英社 | 週刊少年Jump 2001年3・4合併号                                      | 未                                             | 全39頁、開頭四頁彩頁。 被變成吸血鬼的醫生擔任主角的SF奇幻作品。                     |
| 27   |                            | a virgin                                   | 單篇 | G社    | 《Bitch's Life Illustration FIle》（2001年）                       | 《M》                                          | 情色插圖，發表於韮沢靖插畫集。                                                      |
| 28   | M 完全版                   | えむかんせんはん                           | 單篇 | 集英社 | 週刊YOUNG JUMP 2002年5・6合併号                                    | 《M》                                          | 戀愛題材作品。「M 慾望的世界」加筆而成的作品。                                      |
| 29   |                            | きおくのめいきゆう                         | 單篇 | 集英社 | 週刊YOUNG JUMP 2002年5・6合併号                                    | 《M》                                          | 「M 完全版」的相關作品。                                                            |
| 30   | ZETMAN【連載版】           | ZETMAN                                     | 連載 | 集英社 | 週刊YOUNG JUMP 2002年48号 - 2014年34号                             | 單行本                                         | 變身英雄題材作品。 獲改編為電視動畫、廣播劇。                                       |
| 31   | 幸枝妹妹GO！               | さちえちやんくう                           | 單篇 | 集英社 | Jump Square 2008年5月号                                            | 《桂正和×鳥山明共同短篇集 桂&明》              | 英雄題材作品。原作：鳥山明                                                          |
| 31.5 |                            | Ｚ                                         | Ｚ   | Ｚ     | 2010年代                                                           | Ｚ                                             | Ｚ                                                                                  |
| 32   | 吉亞                       | しや                                       | 單篇 | 集英社 | 週刊YOUNG JUMP 2010年2・3合併号 - 6号                              | 《桂正和×鳥山明共同短篇集 桂&明》              | 英雄題材作品。原作：鳥山明                                                          |
| 32   |                            | TIGER & BUNNY【單篇1】                     | 單篇 | 集英社 | 週刊YOUNG JUMP 2011年36・37合併号                                  | 《》                                           | 英雄題材作品。作：西田征史                                                          |
| 33   |                            | TIGER & BUNNY【單篇2】                     | 單篇 | 集英社 | 週刊YOUNG JUMP 2012年43号                                          | 未                                             | 英雄題材作品。作：西田征史                                                          |
| 33.5 |                            | Ｚ                                         | Ｚ   | Ｚ     | 2020年代                                                           | Ｚ                                             | Ｚ                                                                                  |
| 34   |                            | おかえり                                   | 單篇 | 集英社 | 週刊YOUNG JUMP 2020年26号                                          | 未                                             | 戀愛題材作品。                                                                      |

### 書籍

#### 漫畫單行本
|  | 原版 |  | 再出版 |  | 短篇集 |

|    | 中文書名                             | 原文書名                               | 出版社 | 叢書名                         | 規格 | 出版年份        | 總卷數 | 備註                          |
| -- | ------------------------------------ | -------------------------------------- | ------ | ------------------------------ | ---- | --------------- | ------ | ----------------------------- |
| 1  | 銀翼超人【JC版】                     | ういんくまん1                          | 集英社 | JUMP COMICS                    | 新書 | 1983年 - 1986年 | 13     |                               |
| 2  | 桂正和傑作精選集【JSC版】            | かつらまさかすこれくしよん1            | 創美社 | JUMP SUPER COMICS              | 新書 | 1984年          | 1      | 短篇集。                      |
| 3  | 超機動員【JC版】                     | ちようきとういんうあんたあ1            | 集英社 | JUMP COMICS                    | 新書 | 1987年          | 2      |                               |
| 4  | 為你歌唱【JC版】                     | ふれせんとふろむれもん1                | 集英社 | JUMP COMICS                    | 新書 | 1988年          | 2      |                               |
| 5  | 桂正和傑作精選集【寬開版】           | かつらまさかすこれくしよん2            | 創美社 | ジャンプスーパーエース         | A5   | 1989年          | 2      | 短篇集。第1卷多收錄一篇作品。 |
| 6  | 電影少女【JC版】                     | てんえいしようしよ1                    | 集英社 | JUMP COMICS                    | 新書 | 1990年 - 1993年 | 15     |                               |
| 7  | 銀翼超人【愛藏版】                   | ういんくまん2                          | Home社 | －                             | B6H  | 1992年          | 7      | 精裝書                        |
| 8  | DNA²～他到底失去了什麼？～           | ていいえぬええつう1                    | 集英社 | JUMP COMICS                    | 新書 | 1993年 - 1995年 | 5      |                               |
| 9  | 為你歌唱【寬開版】                   | ふれせんとふろむれもん2                | Home社 | ジャンプ コミック セレクション | B6   | 1994年          | 2      |                               |
| 10 | 超機動員【寬開版】                   | ちようきとういんうあんたあ2            | Home社 | JUMP COMIC SELECTION           | B6   | 1995年          | 2      |                               |
| 11 | ZETMAN 桂正和短篇集                  | せつとまんかつらまさかすたんへんしゆう | 集英社 | JUMP COMICS                    | 新書 | 1995年          | 1      | 短篇集。                      |
| 12 | SHADOW LADY                          | SHADOW LADY                            | 集英社 | Jump Comics                    | 新書 | 1996年          | 3      |                               |
| 13 | 電影少女【愛藏版】                   | てんえいしようしよ2                    | Home社 | －                             | B6H  | 1997年 - 1998年 | 9      | 精裝版。                      |
| 14 | I"s【JC版】                          | I"s                                    | 集英社 | JUMP COMICS                    | 新書 | 1997年 - 2000年 | 15     |                               |
| 15 | 銀翼超人【文庫版】                   | ういんくまん3                          | 集英社 | 集英社文庫コミック版           | 文庫 | 1998年          | 7      |                               |
| 16 | 超機動員【文庫版】                   | ちようきとういんうあんたあ3            | 集英社 | 集英社文庫コミック版           | 文庫 | 2001年          | 1      |                               |
| 17 | 為你歌唱【文庫版】                   | ふれせんとふろむれもん3                | 集英社 | 集英社文庫コミック版           | 文庫 | 2001年          | 1      |                               |
| 18 | ZETMAN                               | ZETMAN                                 | 集英社 | YOUNG JUMP COMICS              | B6   | 2003年 - 2014年 | 20     |                               |
| 19 | 電影少女【文庫版】                   | てんえいしようしよ3                    | 集英社 | 集英社文庫コミック版           | 文庫 | 2003年          | 9      |                               |
| 20 | M 慾望的世界                         | えむ                                   | 集英社 | YOUNG JUMP COMICS              | B5H  | 2005年          | 1      | 精裝愛藏版。另有限定特裝版。  |
| 21 | I"s【完全版】                        | I"s                                    | 集英社 | YOUNG JUMP COMICS              | A5   | 2005年 - 2006年 | 12     |                               |
| 22 | I"s【文庫版】                        | I"s                                    | 集英社 | 集英社文庫コミック版           | 文庫 | 2012年 - 2013年 | 9      |                               |
| 23 | SHADOW LADY【文庫版】                | SHADOW LADY                            | 集英社 | 集英社文庫コミック版           | 文庫 | 2012年          | 2      |                               |
| 24 | DNA²～他到底失去了什麼？～【文庫版】 | ていいえぬええつう2                    | 集英社 | 集英社文庫コミック版           | 文庫 | 2012年          | 3      |                               |
| 25 | 桂正和×鳥山明共同短篇集 桂&明        | かつらあきら                           | 集英社 | JUMP COMICS                    | 新書 | 2014年          | 1      | 短篇集。                      |

#### 插畫集
- 《4C》 集英社、1998年8月9日初版第1刷發行、ISBN 4-08-782762-3 - 收錄《I"s》連載初期以前的彩色插圖。3冊裝。彩色原稿是用四色繪製，書名即由此而來。插畫集在印刷時加入特別色（日语：特色 (印刷)）[8]。
  - 《L-side ‹LOVERS-side› Katsura Masakazu Illustrations 1》 - 收錄戀愛題材作品的插圖等。
  - 《R-side ‹HEROES-side› Katsura Masakazu Illustrations 2》 - 收錄有英雄題材作品和短篇的插圖、訪談、作品列表、Guest Message。
  - 《SHADOW LADY Katsura Masakazu Illustrations 3》 - 收錄有「SHADOW LADY」【VJ版】。
- 《I"s ILLUSTRATIONS》 集英社、1999年12月9日初版第1刷發行  - I"s BOX的內容之一。收錄《I"s》的彩色插圖。
- 集英社、2011年6月30日第1刷發行、ISBN 978-4-08-782365-3 - 繪畫工作30周年記念本。3冊裝。
  -  - 插畫集。
  -  - 凹版、寄稿插圖、作品解説。
  -  - 記錄性質的內容。
- 集英社2011年10月31日第1刷發行、ISBN 978-4-08-782392-9
  - 限定版 2012年2月15日第1刷發行、ISBN 978-4-08-908153-2、附贈狂野猛虎的S.H.Figuarts（日语：S.H.Figuarts）
- 集英社、2012年3月31日第1刷發行、ISBN 978-4-08-782449-0 - 將收錄的單獨發行，部分收錄內容有所不同。
- 集英社2014年2月13日第1刷發行、ISBN 978-4-08-782748-4

### 其他

#### 插圖
- 儒勒·凡尔纳（著）・橫塚光雄（日语：横塚光雄）（譯）《十五少年漂流記》集英社〈集英社文庫〉2009年4月8日改訂版第1刷、ISBN 978-4-08-760572-3 【封面插圖】
- 古橋秀之（日语：古橋秀之）（著）《ALPHAS -ZETMAN ANOTHER STORY-》集英社〈JUMP j BOOKS〉2012年3月29日、ISBN 978-4-08-703260-4 【封面插圖】

#### 角色設計
- I・Я・I・A ZЁIЯAM THE ANIMATION（日语：I・R・I・A ZEIRAM THE ANIMATION）【OVA】（1994年）
- LOVE&DESTROY（日语：LOVE&DESTROY）【PlayStation遊戲軟體】（1999年）
- TIGER & BUNNY【MBS・TOKYO MX・BS11播出的電視動畫】（角色原案、2011年）[9]
- 劇場版 TIGER & BUNNY -The Beginning-【劇場版動畫】（角色原案・英雄設計、2012年）
- 劇場版 TIGER & BUNNY -The Rising-【劇場版動畫】（角色原案・英雄設計、2014年）
- Scarlet Blade【Nexon出品的MMORPG】（遊戲內活動用的原創角色設計、2014年）
- 牙狼〈GARO〉-紅蓮之月-【電視動畫】（主要角色設計、2015年）
- 劇場版 假面騎士Drive Surprise Future【特攝電影】（悖論機械變異體的角色設計、2015年）
- 茜色少女【電視動畫】（角色原案、2018年）
- Double Decker！刑事雙雄【電視動畫】（主要角色設計、2018年）
- Plastic Smile（日语：プラスティック・スマイル）【電視劇】（劇中漫画的角色設計、2018年）
- 异界锁链【任天堂Switch遊戲軟體】（2019年）
- X-Girl（與服飾品牌聯名，使用舊的角色之外也繪製了新的原創角色、2021年）[10]
- TIGER & BUNNY 2【Netflix動畫】（角色設計・英雄設計、2022年）[11]

## 媒體演出
電影
- 《電影少女 -VIDEO GIRL AI-》（1991年6月公開） - ？（友情客串）
- 《杰拉姆》（1991年12月公開、監督：雨宮慶太） - 路人

電視劇
- 《實驗刑事都鳥（日语：実験刑事トトリ）》 第4話（2012年11月24日、NHK綜合頻道） - 酒屋的店主
- 《牙狼〈GARO〉-魔戒之花-》 第10話（2014年6月6日、東京電視台） - 肖像畫家
- 《99.9 -刑事專門律師-》 第7話（2016年5月29日、TBS）- 桂正和（本人）[12]
  - 《99.9 -刑事專門律師- SEASONⅡ》 第3話（2018年1月28日） - 桂正和（本人）
  - （2021年12月29日） - 桂正和（本人）
- 《大姊當家》 第88回（2016年7月15日、NHK綜合頻道） - 黑市男子[13][14]。
- 《電影少女 - VIDEO GIRL AI 2018 -》 第5話（2018年2月11日、東京電視台） - （友情客串）[15]

綜藝節目
- 《漫道コバヤシ（日语：漫道コバヤシ）》 第6回（2013年11月16日）[16]
- 牙狼〈GARO〉金狼感謝祭2016生放送（2016年11月23日、ファミリー劇場HD（日语：ファミリー劇場））[17]
- 《怪談のシーハナ聞かせてよ。（日语：怪談のシーハナ聞かせてよ。）》第参章 第10回（2022年3月1日、エンタメ〜テレ☆シネドラバラエティ（日语：エンタメ〜テレ☆シネドラバラエティ））

電視動畫
- 《牙狼〈GARO〉-炎之刻印-》 第15話（2015年1月24日、テレビ東京） - （配音）[18]

遊戲
- 世嘉土星 （1996年發售） - 農協的青年團員（友情出演）

## 備註
1. ↑  僅收錄於寬開本。